# Colline du Châtelard
Le Châtelard est une colline située en Suisse dans le district de Sierre sur laquelle se trouvent les villages de :
- Flanthey
- Chelin
- Vaas
- Saint-Clément
- Valençon
- Lens
- Les Condémines
- Icogne
- Ollon
- Chermignon

Cette colline est surplombée de la monumentale statue du Christ-Roi qui fut érigée le 22 septembre 1935 pour marquer le 19e centenaire de la mort du Christ.
À l'intérieur de cette colline se visite le plus grand lac souterrain d’Europe, celui de Saint-Léonard.